# Sarajčik
Sarajčik (kazaško Сарайшық, Sarajšik, Кіші Сарай, Kiši Saraj, slovensko Mali saraj ali Mala palača iz perzijskega سرای‎, palača) je srednjeveško mesto, ustanovljeno v 13. in opuščeno v 16. stoletju. Mesto stoji na desnem bregu reke Ural blizu sodobne vasi Sarajčik v Kazahstanu. V številnih perzijskih in arabskih virih se imenuje Saraj-Džuk, Sar-Učug in podobno. Prvotno je bil Sarajčik eno od mest Zlate horde na starodavni trgovski poti iz Evrope na Kitajsko skozi Povolžje in Horezm. V letih 1242-1280 je bil glavno mesto Šibanovega ulusa. Kasneje je bil glavno in edino zanesljivo mesto Nogajske horde do njenega uničenja leta 1580. Pod Kasim kanom je bil del Kazaškega kanata.

## Zgodovina

### Predmongolsko obdobje
Trditev o predmongolskih arheoloških plasteh v Sarajčiku izvira verjetno iz domnev  sovjetskega zgodovinarja Sergeja Tolstova, ki je menil, da so mesto v 11. stoletju in morda v 10. stoletju zgradili kolonisti iz Horezma na selitvi v Spodnjo Volgo Izkopavanja v letih 1996-2000 in prej na tem mestu niso prepoznala nobene predmongolske plasti.

### Obdobje zlate horde
Sarajčik je bil ustanovljen v mongolskem obdobju na mestu, kjer je bilo zimsko zbirališče nomadov. Mesto naj bi nastalo v 13. stoletju, po predpostavki A. V. Pačkalova pa na začetku 14. stoletja  v prvi polovici vladavine Uzbeg kana (vladal 1313–1341). Najzgodnejši odkriti kovanci so iz obdobja Tohta kana (vladal 1291-1312). Mesto je prvi omenil Ibn Batuta v 1330. letih. Po mnenju Leva Galkina, raziskovalca naselja Aktobe-Laeti, ki se nahaja južno od Sarajčika, je "Sarajčik prevzel vlogo poplavljenega naselja Aktobe-Laeti".
Po legendi, o kateri piše zgodovinar Abulgazi, je mesto ustanovil Batu kan (vladal 1227–1255). Mesto do konca 14. stoletja ni bilo obdano z obzidjem. V 14. stoletju je doživelo razcvet zaradi svoje strateške lege na križišču poti,  ki so povezovale države Evrope s  Srednjo Azijo (Horezm, Sogdija) in Vzhodno Azijo (Kitajska). Sarajčik je imel svojo kovnico denarja.
Sarajčik je bil eno največjih mest Zlate horde in središče urbane aglomeracije. Sodeč po arheoloških najdbah, zlasti po posodah z napisi, je bil mesto z razvito kulturo. Imel je edinstven vodovod in kanalizacijo iz keramičnih cevi  in proizvodnjo kovinskih in lončarskih izdelkov. Prebivalci so se ukvarjali tudi z drugimi obrtmi, vrtnarstvom in ribolovom. Zaradi strateške lege na poti med vzhodom in zahodom je mesto postalo glavno trgovsko središče.
Arabski popotnik in geograf Ibn Batuta, avtor knjige Potovanje v Dešt-i Kipčak (Kumanija), opisuje svoje bivanje v Sarajčiku leta 1334 in poroča o trajektih na kanalu Uli-su, ki so jih omenjali v Bagdadu. Obrobje mesta je bilo nekakšno letoviško središče, kamor so prihajali plemiči iz vse Horde na lov in ribolov.
Mesto je stalo na severnem kraku Velike svilne ceste. Firenški finančnik Francesco Balducci Pegolotti v svoji referenčni knjigi Pratica della mercatura, napisani med letoma 1338 in 1342, omenja Sarajčik (Saracanco) med opisom pomembne trgovske poti iz Tane v Horezm.
Po Abdulgaziju sta se kana Džanibeg (vladal 1342-1357) Berdibeg (vladal 1357-1359)  povzpela na prestol v Sarajčiku in bila tam tudi pokopana.
Leta 1395 so Sarajčik uničile Timur Lenkove čete. Natančnih podatkov o številu preživelih prebivalcev ni. Po Timurlenkovem opustošenju se je mesto premaknilo proti jugovzhodu do kanala Soročinka.

### Nogajsko obdobje
V 30. in 40. letih 15. stoletja je bilo mesto obnovljeno in leta 1490 postalo prestolnica in edino zanesljivo znano mesto Nogajske horde do njenega uničenja v napadu kazaškega kana Kasima (vladal 1511–1521). Mesto, nekoč sedež kanov Nogajske horde, je postalo sedež kana Kasima in del Kazaškega kanata.
Domneva se, da je bilo v Sarajčiku pokopanih sedem kanov: Sartak, Berke, Toktakija in Džanibeg, po nekaterih mnenjih tudi Mengu Timur iz Zlate horde, Izmail in Uraz iz Nogajske horde in Kasim iz Kazaškega kanata.
V 16. stoletju je v Sarajčiku prevladovala blagovna menjava.
Med pohodom Nečaja in Bogdana Barbošija leta 1580 so mesto osvojili, požgali in popolnoma uničili "tatovi", to je kozaki brez nadzora Moskve. Mesto je bilo tako opustošeno, da so se prebivalci preselili v Hivo. Leta 1640 so ruski naseljenci z dovoljenjem oblasti Sarajčika dva kilometra gorvodno od ruševin Sarajčika ob Uralu zgradili trdnjavo Sarajčik, ki je pomenila začetek nove zgodovine naselja Ob trdnjavi je nastala vas Sarajčikovskaja, nato vas Sarajčikovskoje. Trdnjava in vas sta v sovjetskem obdobju spadala v okrožje Mahambetski, regija Gurjev v Kazahstanski SSR.

## Izkopavanja
Leta 1769 je ruševine Sarajčika obiskal znanstvenik in popotnik Peter Simon Pallas.
Raziskovalna izkopavanja v Sarajčiku so bila izvedena v letih 1861, 1937 in 1950. Med izkopavanji leta 1861 je štabni stotnik A. E. Aleksejev našel veliko drobcev marmorja, keramične ploščice in v starodavnih grobovih blizu Sarajčika veliko zlatega, srebrnega in bakrenega nakita ter kovancev. Leta 1937 je izkopavanja vodil specialist za arheologijo  Spodnje Volge Nikolaj Artjuzov (1899-1942). Leta 1950 je izkopavanja opravil Alkej Margulan, v 80. letih 20. stoletja Lev Leonidovič Galkin in v letih 1996-2000 Zajnola Zamašev in drugi.
Raziskane so bile večinoma plasti 14. stoletja. Najdena je bila predvsem opeka, redkeje žgana opeka, keramične vodovodne cevi in sledovi obrti. Med najdbami so predvsem gospodinjski in uporabni predmeti.
Na najdišču so našli kovance iz 13. do 16. stoletja, odlomke pesmi Jusufa Balasagunija, školjke kauri, ki odražajo povezave mesta z oddaljenimi kraji, in pečate z napisi v arabski pisavi. Največ najdenih novcev je iz 14. stoletja. Najzgodnejši kovanci so iz obdobja kana Tohteja. Najdeni so bili kovanci krimskih kanov Hadžija I.  in Meglija I. iz dinastije Geraj.

## Sedanje stanje
V bližini ruševin Sarajčika je vas Sarajčik. Zaradi erozije, ki jo je povzročila reka Ural,  je zgodovinska plast Sarajčika nepovratno uničena. Leta 1999 je bil v teh krajih postavljen spominski kompleks "Kanov sedež - Sarajčik".